# 新感染半島 ファイナル・ステージ
『新感染半島 ファイナル・ステージ』（しんかんせんはんとう ファイナル・ステージ、原題：반도、英題：Peninsula）は、2020年7月15日に韓国で公開された同国のゾンビ映画。2016年公開の映画『新感染 ファイナル・エクスプレス』の4年後を舞台としたポストアポカリプス作品であり、荒廃した国からの脱出を試みる登場人物たちが描かれる。監督は、前作に引き続きヨン・サンホが務める。第73回カンヌ国際映画祭オフィシャル・セレクション作品。
日本では2021年1月1日に劇場公開された。

## ストーリー
韓国は、人間を凶暴化させる謎のウイルスによるパンデミックが発生し、国家としての機能を失っていた。当初は安全と思われていた釜山も、実際にはウイルスに侵されていた。
パンデミック初日、主人公の元軍人ジョンソクは姉家族と共に自動車で港へ向かう途中で助けを求める一家に遭遇するが、父の胸元が血で染まっていたことから見捨てる。なんとか港にたどり着いたジョンソクは船に乗り込むが、そこには感染者の男性も居合わせていたため、まもなく凶暴化した彼によってジョンソクは姉と甥っ子を失ってしまう。その後、朝鮮半島は封鎖され、韓国人は難民と化して半島出身者は差別され、ジョンソクは香港で落ちぶれた生活を送ることとなった。
4年後。ジョンソクは3日以内にソウルに乗り捨てられたトラックから2000万ドルの大金を回収する仕事を受け、義兄のチョルミンらとともに裏ルートで朝鮮半島へ上陸するが、凶暴化して久しい大勢の感染者たちや、傍若無人に振る舞う民兵集団631部隊に襲撃される。散り散りとなって危機に瀕したジョンソクは、荒れ果てた土地を生き抜いてきたミンジョン家族により、間一髪のところを助けられる。ジョンソクの任務を知ったミンジョンは、終末後の世界しか知らない2人の娘を半島から脱出させたいという思いから手を組むことを決意し、かくしてジョンソクたちは任務を遂行しつつ半島からの脱出を図る。

## キャスト
※括弧内は日本語吹替。
- ジョンソク - カン・ドンウォン（野島裕史）
- ミンジョン - イ・ジョンヒョン（宮島依里）
- チョルミン - キム・ドゥユン（三瓶雄樹）
- キム - クォン・ヘヒョ（中村浩太郎）
- ジュニ - イ・レ（金子睦）
- ユジン - イ・イェオン（山下音彩）
- ファン軍曹 - キム・ミンジェ（松川裕輝）
- ソ大尉 - ク・ギョファン（八代拓）

## 製作・公開
2018年8月に『新感染 ファイナル・エクスプレス』の続編の準備にとりかかっていることがわかった。2019年からの撮影に向けてヨン・サンホが前作に引き続き、脚本を執筆中であることをもわかっている。2019年10月11日には本作の撮影を終了したことをイ・ジョンヒョンがInstagramで報告した。さらに、2020年夏を楽しみに待つようメッセージを添えている。
2020年2月、本作のローンチビジュアルが公開され、最新情報を発信するSNSも開設された。本作の広報側は北米・香港・台湾・南米・ブラジル・フランス・マレーシアなど向けに海外ポスターを作って広報している。さらに「俳優の息のあったアクションにも期待してほしい」と伝えた。さらに、日本での配給権をギャガが獲得した。
2020年3月23日、本作の画像が公開された。ヨン・サンホ監督によると、『ランド・オブ・ザ・デッド』、『ザ・ロード』、『マッドマックス』、『怒りのデス・ロード』そして漫画『AKIRA』と『ドラゴンヘッド』から影響を受けていると語っている。
2020年4月2日、ティザー映像が公開された。
2020年7月15日、韓国にて封切り。新型コロナウイルス感染症の影響で座席数を減らしての興行だったが、オープニング動員数35万2千926人を記録した。

## 漫画
日本公開に合わせ、本作と前作の空白期間（1年前）における登場人物を描いた『新感染半島 ファイナル・ステージ アナザーストーリー』（原題：반도 프리퀄 631）が、韓国のカカオページで2020年12月31日から、日本のピッコマで2021年1月1日からそれぞれ配信されている。作者はヨン・サンホ、STUDIO&NEW、REDPETER FILMS。